# Stazione di Noceto
Stazione di Noceto vasútállomás Olaszországban, Noceto településen.

## Vasútvonalak
Az állomást az alábbi vasútvonalak érintik:
- Fidenza-Fornovo-vasútvonal

## Kapcsolódó állomások
A vasútállomáshoz az alábbi állomások vannak a legközelebb:
- Stazione di Borghetto Parmense
- Stazione di Medesano